# 法魯主教座堂

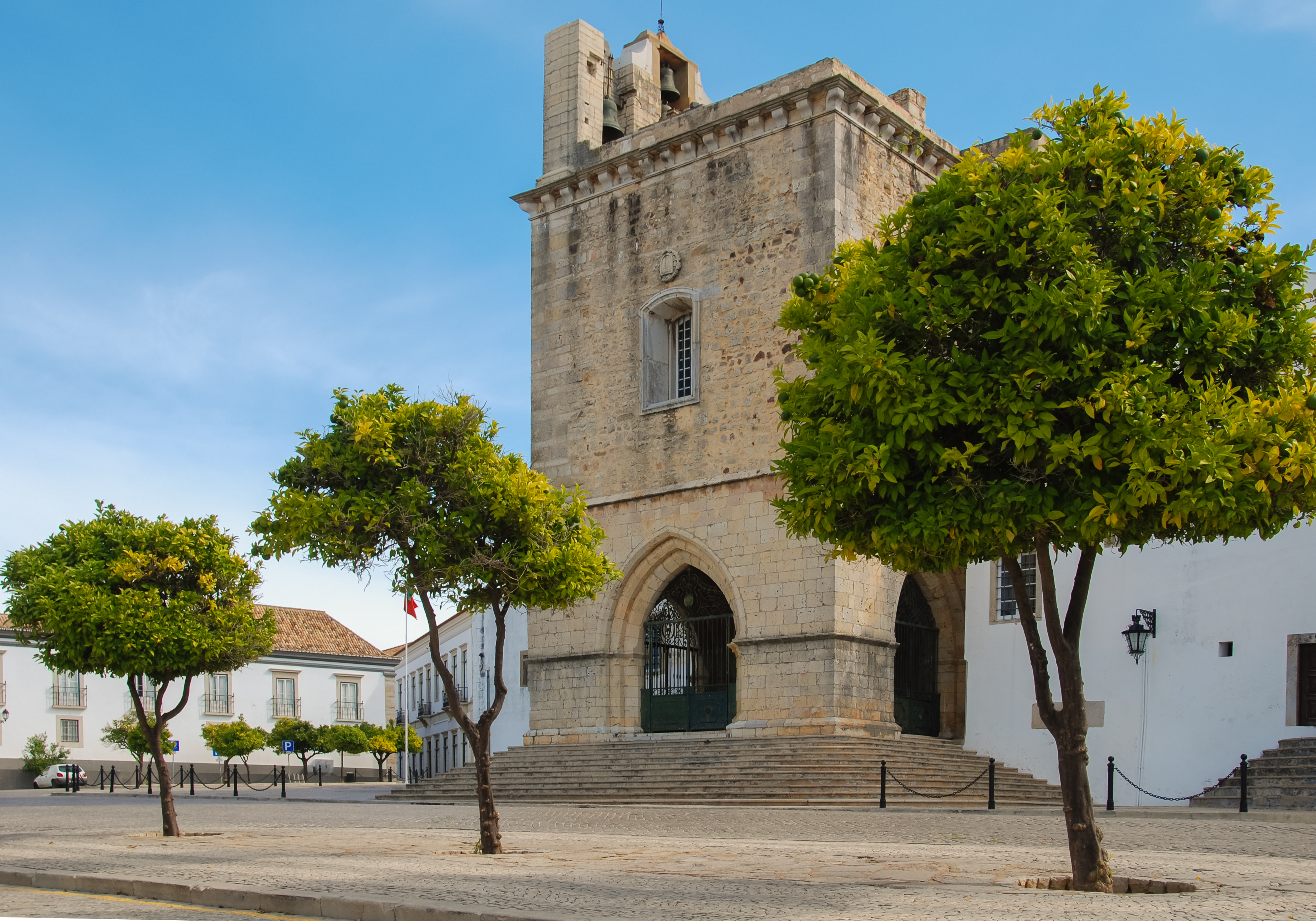

法魯主教座堂（葡萄牙語：Sé de Faro）是葡萄牙城市法魯的一座羅馬天主教的主教座堂。這座教堂的歷史可以追溯至13世紀後期。自1540年開始，這座教堂是天主教法魯教區的主教座堂。教堂是葡萄牙的國家歷史紀念建築。